# Carl Gottlieb Peschel

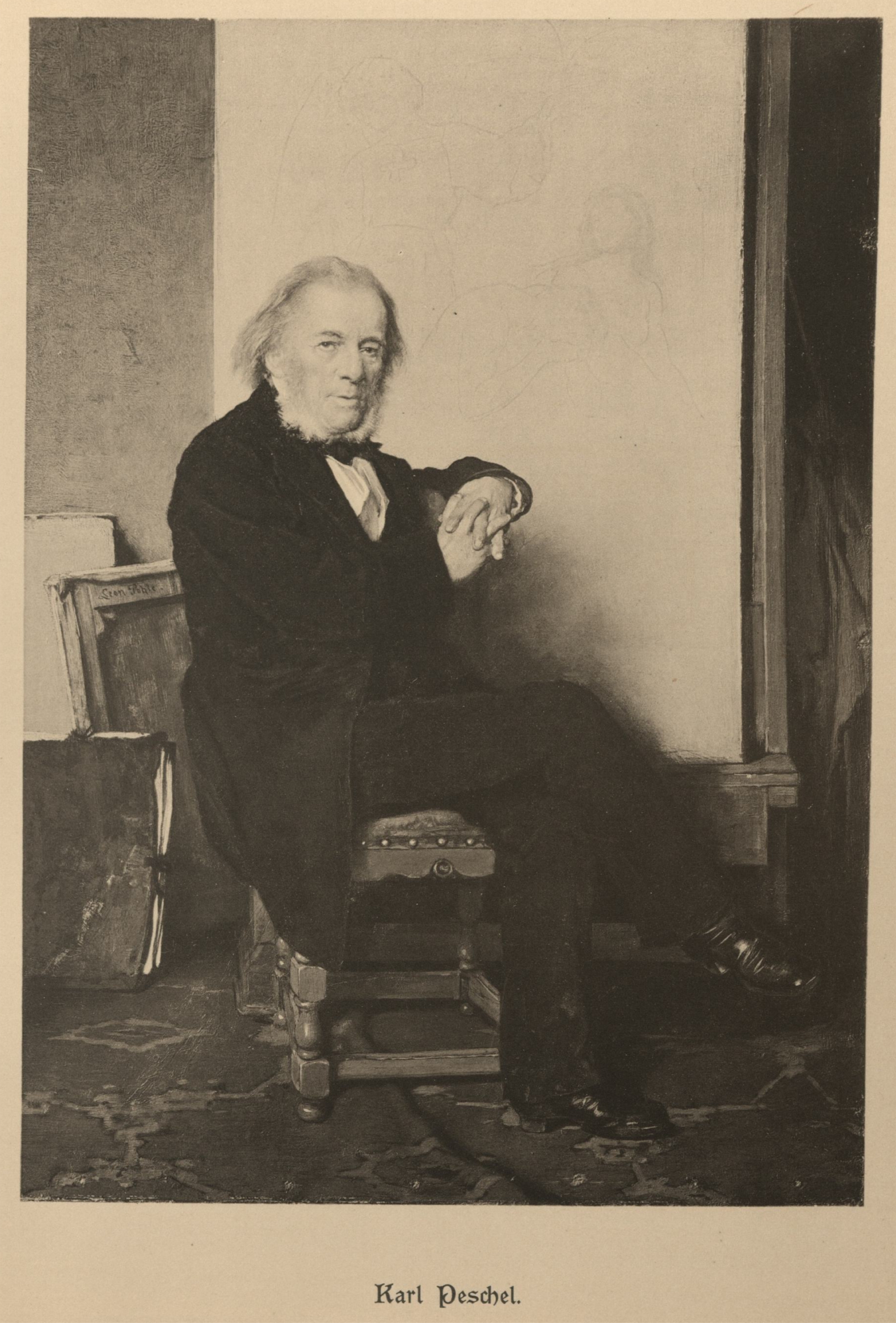
Porträt von Leon Pohle

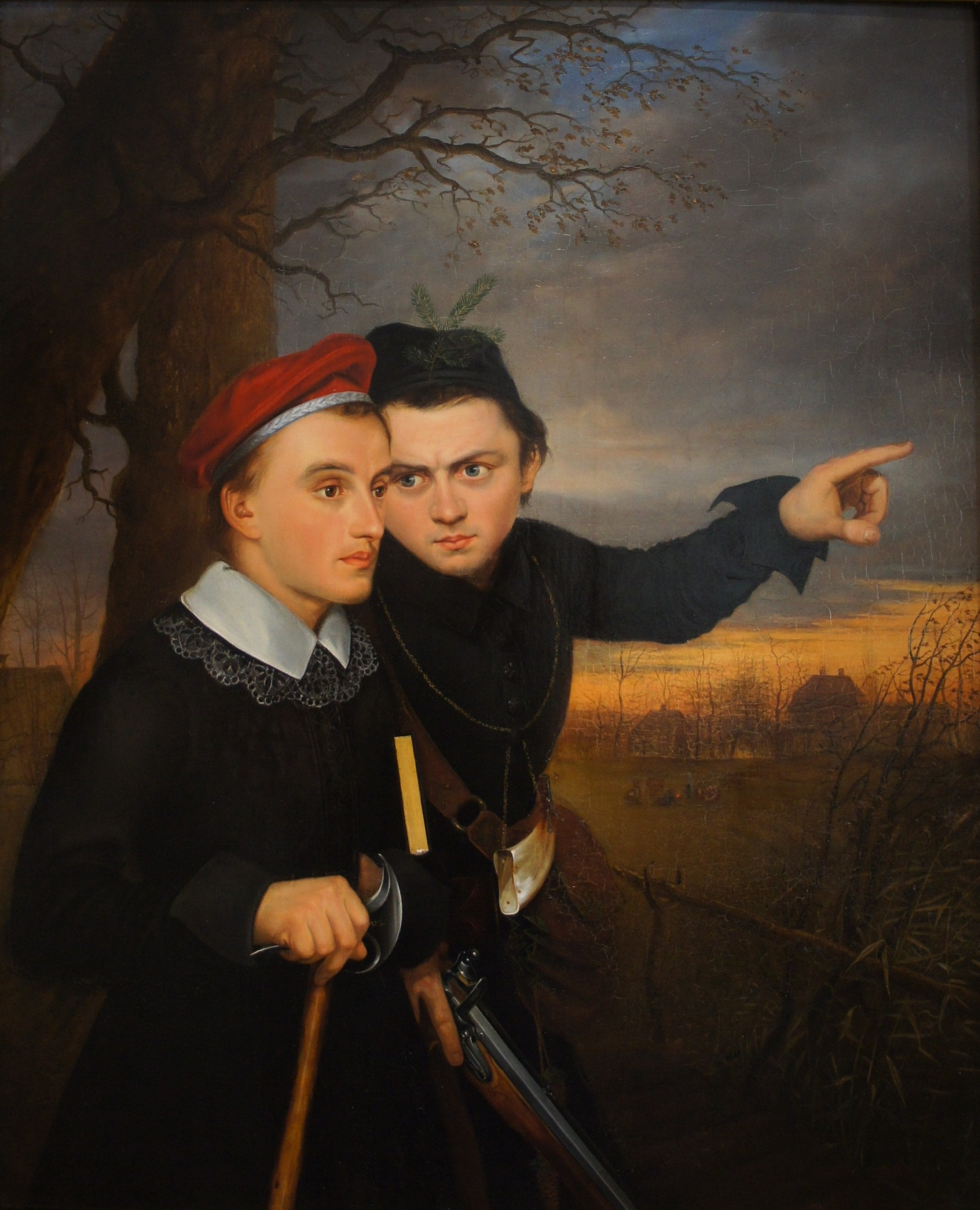
Auf der Jagd, Die Maler Adolf Gottlob Zimmermann und Carl Gottlieb Peschel (mit roter Mütze), 1825

Carl Gottlieb Peschel (* 31. März 1798 in Dresden; † 3. Juli 1879 ebenda) war ein deutscher Maler. Er gehörte der Schule der Nazarener um Julius Schnorr von Carolsfeld an. Mit seinen Historienbildern und Fresken leistete er einen wichtigen Beitrag zur bildkünstlerischen Goetherezeption im 19. Jahrhundert.

## Leben
Peschel wurde als Sohn des Finanzbeamten Georg Gottlieb Peschel geboren. Ab 1812 studierte er Malerei an der Kunstakademie Dresden als Schüler von Christian August Lindner (1811) und Traugott Leberecht Pochmann (1815/25). Als Carl Christian Vogel von Vogelstein das Deckengemälde für das Schloss Pillnitz malte, verdiente sich Peschel als Gehilfe zeitweilig seinen Unterhalt. Mit Hilfe des aus den Kriegszeiten übriggebliebenen väterlichen Erbanteils finanzierte er seine einjährige Reise nach Rom (1825/26).
Sein Begleiter auf der Reise dahin war Adolf Gottlob Zimmermann (1799–1859), in Rom selbst empfingen ihn alte und neue Freunde. Dort entstand auch eine „Freundschaft fürs Leben“ zwischen ihm sowie Julius Schnorr von Carolsfeld. Anton Josef Dräger führte Peschel in die römische Kunstwelt ein. Mit Ludwig Richter knüpfte Peschel ein Verhältnis inniger Freundschaft an, welches lebenslang andauerte. Nach seiner Rückreise in die Heimat verdiente er sich seinen Unterhalt durch Bemalen von Schnupftabaksdosen (Dosenmalerei) und gab Zeichenunterricht. Der Kauf des Bildes Elieser und Rebekka am Brunnen durch den Sächsischen Kunstverein verbesserte seine finanzielle Situation und ermöglichte eine Rückkehr zur Kunst.
Neben Bonaventura Genelli war er an der Ausmalung des Härtelschen Hauses (Römisches Haus) in Leipzig beteiligt. Johann Gottlob von Quandt engagierte ihn von 1836 bis 1838 für die Ausschmückung des „Belvederes“ bei Dittersbach mit Fresken zu den Goethe-Werken Der Sänger, Der Fischer, Erlkönig, Geistesgruß, Der König in Thule sowie Das Märchen. Im Jahr 1837 trat Carl Gottlieb Peschel an der Kunstakademie Dresden die Nachfolge des verstorbenen Zeichenmeisters Christian Ernst Stölzel (1792–1837) an, und 1846 erfolgte seine Berufung zum Professor sowie 1859 die Aufnahme in den Akademischen Rat. Im selben Jahr entstand auch das Altarbild für die Kirche in Auerbach/Vogtl. Peschel versetzte man 1877 in den Ruhestand. Friedrich Leon Pohle fertigte 1879 ein heute in der Dresdner Galerie befindliches Bildnis von Peschel an.
Peschel bevorzugte bis etwa 1850 alttestamentliche Motive, dann wandte er sich verstärkt dem Neuen Testament zu. Er verstarb 1879 in Dresden und wurde auf dem Inneren Matthäusfriedhof beigesetzt. Sein Grab ist nicht erhalten.
Zum 200. Geburtstag von Carl Gottlieb Peschel (1798–1879) ehrte die Gemäldegalerie Neue Meister der Staatlichen Kunstsammlungen Dresden 1998 den Künstler mit einer Einzelausstellung.

## Ehrungen
In Dresden wurde die Peschelstrasse nach dem Künstler benannt. Peschel gehört zu den Persönlichkeiten, die auf dem Fürstenzug in der Schlussgruppe abgebildet sind.

## Werke (Auswahl)

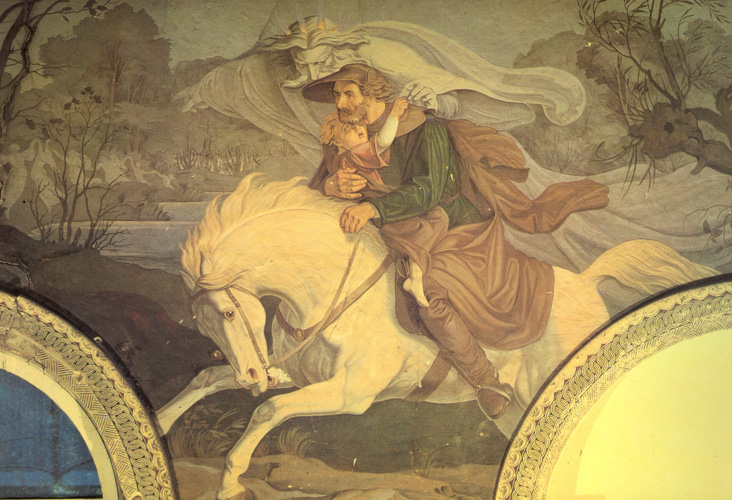
Der Erlkönig

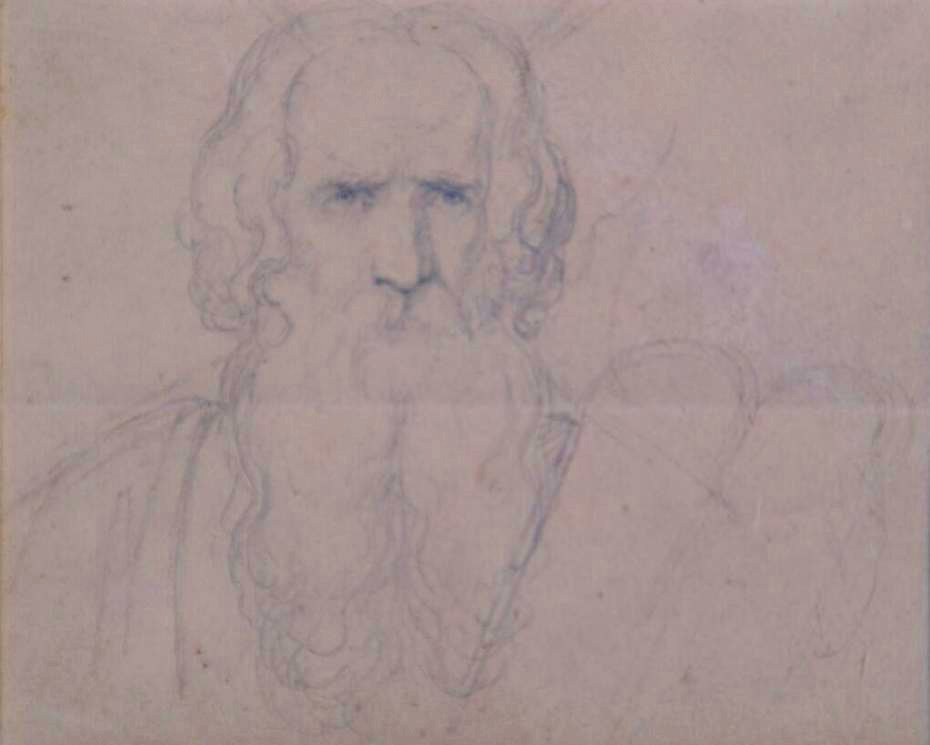
Mose und die Zehn Gebote, Frühwerk, Bleistiftzeichnung auf Papier. Privatsammlung

Zu seinen Werken gehören Ölgemälde, Aquarelle, Tafelbilder, Kartonzeichnungen und Decken- oder Wandmalereien.
- Muse, 1820
- Psyche und Zephyr, 1821
- Magdalena, 1825
- Elieser und Rebekka am Brunnen, 1827, Museum der bildenden Künste Leipzig, 1931 in München verbrannt
- Beweinung Christi, 1832
- Die Kreuzigung Christi
- Die Kreuzabnahme Christi
- Stephanus vor den Hohenpriestern, 1833
- Christus, das Abendmahl austeilend, 1851
- Fahrt der Apostel übers Meer, 1853 (48 × 65 cm)[2]
- Die 3 Marien am Ostermorgen, 1860
- Jünger zu Emmaus, 1870
- Bonifacius fällt die heilige Eiche, 1856

## Werke im öffentlichen Besitz
- Metropolitan Museum of Art, New York City
- Kupferstichkabinett Dresden
- Galerie Neue Meister, Dresden
- Museum Georg Schäfer, Schweinfurt
- Museum der bildenden Künste, Leipzig
- Martin von Wagner Museum, Würzburg
- Kulturhistorisches Museum Görlitz

## Schriften und Illustrationen (Auswahl)
- Carl Peschel: Das Buch Tobiä in elf bildlichen Darstellungen. Zur Förderung frommen Sinnes herausgegeben mit einem Vorworte begleitet von D. August Hahn. C. G. Börner, Leipzig 1830.
- Illustrationen in: ABC-Buch für kleine und große Kinder / gezeichnet von Dresdner Künstlern. Mit Erzählungen und Liedern von R. Reinick und Singweisen von Ferdinand Hiller. Wigand, Leipzig 1845. (urn:nbn:de:hbz:061:2-1016 Digitalisierte Ausgabe der Universitäts- und Landesbibliothek Düsseldorf).